# Casey Kasem
Kemal Amin "Casey" Kasem (n. 27 aprilie 1932, Detroit, Michigan, SUA – d. 15 iunie 2014, Gig Harbor⁠(d), Washington, SUA) a fost un actor de televiziune, actor de dublaj, prezentator de radio, D.J., jurnalist, producător, actor de film și muzician american. A fost foarte bine știut pentru vocea lui Shaggy Rogers din serialele și filmele Scooby-Doo între anii 1969 și 1997, și din nou între anii 2002 și 2009, cu excepția serialului Shaggy și Scooby-Doo fac echipă (2006-2008), unde l-a jucat pe unchiul lui Shaggy, Albert. Deși s-a pensionat în 2009, l-a jucat pe tatăl lui Shaggy, Colton Rogers, în Scooby-Doo și echipa misterelor (2010-2013). El a fost cunoscut și pentru vocea lui Robin (Super Friends), Alexander Cabot 3 (Josie and the Pussycats), Mark (Battle of the Planets), și multe voci din Transformers, precum Cliffjumper.

## Filmografie

### Live-action
- Dream Girl of 67 (1966-1967) - El însuși (10 episoade)
- The Girls From Thunder Strip (1966) (Film) - Conrad
- The Glory Stompers (1967) (Film) - Mouth (de asemenea producător)
- First Fight (1967) (Film) - Rol minor
- Garrison's Gorillas (1968) (Serial TV) - Provost Marshall (2 episoade)
- 2000 Years Later (1968) (Film) - Disk Jockey
- Wild Wheels (1969) (Film) - Knife
- Scream Free! (1969) (Film) - Phil
- The Cycle Savages (1969) (Film) - Fratele lui Keeg (de asemenea producător)
- American Top 40 (1970-1988; 1998-2009) (Serial TV) - El însuși (mare parte din episoade) (de asemenea producător)
- The Girls from Thunder Strip (1970) (Film) - Conrad
- The Incredible 2-Headed Transplant (1971) (Film) - Ken
- Doomsday Machine (1972) (Film) - Ofițer control misiune
- Wait Till Your Father Gets Home (1972) (Serial TV) - George (1 episod)
- Soul Hustler (1973) (Film) - Birnie
- The Dean Martin Celebrity Roast (1974) (Serial TV) - Adolf Hitler (1 episod)
- The Dean Martin Celebrity Roast: Telly Savalas (1974) (TV Special) - El însuși
- Ironside (1975) (Serial TV) - Tehnician din laborator, Jim Crutcher (2 episoade)
- The Night That Panicked America (1975) (Film) - Cântăreț de la teatrul Mercury
- Police Story (1976) (Serial TV) - Sobhe (1 episod)
- Quincy M.E. (1976) (Serial TV) - Sy Wallace (1 episod)
- New York, New York (1977) (Film) - D.J.
- Switch (1977) (Serial TV) - Tony Brock (1 episod)
- Wonderbug (1977) (Film) - Rol secundar
- Jukebox (1978) (Film) - Brian Parker
- Disco Fever (1978) (Film) - Brian Parker
- Charlie's Angels (1978) (Serial TV) - Tom Rogers (1 episod)
- The Dark (1979) (Film) - Patologist de la poliție
- Women Who Rate a 10 (1981) (Film) - Anunțător
- Matt Houston (1983) (Serial TV) - Maestrul ceremoniilor (1 episod)
- Ghostbusters (1984) (Film) - El însuși
- Star Search (1984) (Serial TV) - Celebritate din juriu (1 episod)
- Fantasy Island (1984) (Serial TV) - Agent (1 episod)
- Mike Hammer (1985) (Serial TV) - Ben Briscoe (1 episod)
- Live Aid (1985) (Film) - Anunțător
- George Burns Comedy Week (1985) (Serial TV) - Rol secundar (1 episod)
- KTLA at 40 (1986) (Film) - El însuși
- Elvis: The Echo Will Never Die (1986) (Film) - El însuși
- Roch n Roll Goldmine (1986) (Film) - El însuși
- The New Hollywood Squares (1987) (Serial TV) - El însuși (1 episod)
- The Arsenio Hall Show (1988) (Serial TV) - El însuși (1 episod)
- Casey's Top 40 (1989-1998) (Serial TV) - El însuși (fiecare episod)
- The Pat Sajak Show (1989) (Serial TV) - El însuși (1 episod)
- My Two Dads (1989) (Serial TV) - Rol secundar (1 episod)
- Family Feud (1989) (Serial TV) - El însuși (1 episod)
- The People Next Door (1989) (Serial TV) - El însuși (1 episod)
- Jerry Lewis MDA Labor Day Telethon (1990, 1998-1999) (Serial TV) - El însuși (3 episoade)
- 22nd NAACP Image Awards (1990) (TV Special) - El însuși
- ALF (1990) (Serial TV) - El însuși (1 episod)
- Bridging the Gap (1990) (TV Special) - El însuși
- Saved by the Bell (1990-1992) (Serial TV) - El însuși (3 episoade)
- Amen (1991) (Serial TV) - El însuși (1 episod)
- Scooby-Doo: Behind the Scenes (1991) (Film) - El însuși
- Beverly Hills, 90210 (1991) (Serial TV) - Amicul domnului Franklin
- Changing Minds, Changing Times (1991) (Film) - El însuși
- One on One with John Tesh (1992) (Serial TV) - El însuși (1 episod)
- Wild Wheels (1992) (TV Special) - Rol secundar
- The Ben Stiller Show (1992-1993) (Serial TV) - El însuși (2 episoade)
- Saturday Night Live (1993) (Serial TV) - El însuși (1 episod)
- Late Night with Conan O Brien (1993) (Serial TV) - El însuși (1 episod)
- Truth or Diary (1994) (TV Special) - El însuși
- Cosmic Slop (1994) (Film) - El însuși
- The Martin Short Show (1994) (Serial TV) - El însuși (1 episod)
- Sonic Outlaws (1995) (TV Special) - El însuși
- Late Show with David Letterman (1995) (Serial TV) - El însuși (3 episoade)
- Homeboys in Outer Space (1995) (Serial TV) - Spacy Kasem (2 episoade)
- Crook and Chase (1996) (Serial TV) - El însuși (1 episod)
- Perfect Man (1996) (Film) - El însuși
- Sister, Sister (1996) (Serial TV) - El însuși (1 episod)
- Saved by the Bell: The New Class (1996) (Serial TV) - El însuși (1 episod)
- The Oprah Winfrey Show (1996) (Serial TV) - El însuși (1 episod)
- True Hollywood Story (1997) (Film) - El însuși
- The 49th Annual Primetime Emmy Awards (1997) (TV Special) - El însuși
- James Dean: Live Fast, Die Young (1997) (Film) - Bill Romano
- Merry Christmas, George Bailey (1997) (Film) - Radio, Narator
- Mysteries and Scandals (1998) (Serial TV) - El însuși (1 episod)
- The 50th Annual Primetime Emmy Awards (1998) (TV Special) - El însuși
- Special American Top 40 (1998) (TV Special) - El însuși
- A Cow at my Table (1998) (TV Special) - El însuși
- American Top 20 (1999) (TV Special) - El însuși
- Undercover Angel (1999) (Film) - El însuși
- The Making of „Rugrats in Paris” (2000) (TV Special) - El însuși
- 5th Annual Prism Awards (2000) (TV Special) - Anunțător
- The 100 Greatest Kids TV Shows (2001) (TV Special) - El însuși
- American Top 10 (2001) (TV Special) - El însuși
- Playboy: Inside the Playboy Mansion (2002) (TV Special) - El însuși
- Who Let the Dog Out (2002) (TV Special) - El însuși
- Blue's Clues (2003) (Serial TV) - Prezentator de la radio (1 episod)
- Hollywood Squares (2003) (Serial TV) - El însuși (5 episoade)
- 2003 Radio Music Awards (2003) (TV Special) - El însuși
- Rock n Roll Goldmine Invasion (2004) (TV Special) - El însuși
- Knight of the Living Dead (2005) (TV Special) - El însuși
- 100 Greatest Cartoons (2005) (TV Special) - El însuși
- 9th Annual Prism Awards (2005) (TV Special) - Anunțător
- 20 Most Shocking Unsolved Crimes (2006) (TV Special) - El însuși
- 11th Annual Prism Awards (2007) (TV Special) - Anunțător
- James Brown: The Man (2008) (TV Special) - El însuși
- 12th Annual Prism Awards (2008) (TV Special) - Anunțător
- Airplay: The Rise (2009) (TV Special) - El însuși
- NIBRS: Reloaded (2013) (TV Special) - Casey
- Entertainment Tonight (2014) (Serial TV) - El însuși (1 episod)
- Telethon (2014) (Documentar) - El însuși

### Voce
- The Famous Adventures of Mr. Magoo (1964-1966) (Serial TV) - Voci secundare (12 episoade)
- First to Fight (1967) (Film) - Voci secundare
- Science Ninja Team Gatchaman (1967) (Serial TV) - Ken vulturul (12 episoade)
- The Batman/Superman Hour (1968-1969) (Serial TV) - Robin/Dick Grayson, Chef O'Hara, Primar, Icy (17 episoade)
- Hot Wheels (1969) (Serial TV) - Tank Mallory, Dexter Carter (5 episoade)
- Cattanooga Cats (1969-1971) (Serial TV) - Groove, Toboșar (17 episoade)
- Scooby-Doo, unde ești tu! (1969-1970) (Serial TV) - Shaggy Rogers, voci secundare (25 episoade)
- Skyhawks (1970) (Serial TV) - Joe Conway, Steve Wilson (5 episoade)
- Josie and the Pussycats (1970) (Serial TV) - Alexander Cabot 3 (16 episoade)
- Sesame Street (1970-1975, 1986-1992) (Serial TV) - Om albastru, Narator, Muscă, Robin (13 episoade)
- Here Comes Peter Cottontail (1971) (TV Special) - Peter Cottontail
- Noile filme cu Scooby-Doo (1972-1973) (Serial TV) - Shaggy Rogers, Robin, Alexander Cabot 3, Fantoma lui Injue Joe, Chelner, Muzician #2 (24 episoade)
- Josie and the Pussycats in Outer Space (1972) (Serial TV) - Alexander Cabot 3 (16 episoade)
- The Bear Who Slept Through Christmas (1973) (TV Special) - Narator
- Super Friends (1973-1974) (Serial TV) - Robin/Dick Grayson, Jor-El, Profesor Goodfellow (16 episoade)
- Hong Kong Phoeey (1974) (Serial TV) - Hoț de mașini, Clovn (2 episoade)
- The City That Forgot About Christmas (1974) (TV Special) - Narator
- Hawaii Five-O (1974) (Serial TV) - Swift, Freddie Dryden (5 episoade)
- The Last of the Mohicans (1975) (Film) - Uncas
- Ironside (1975) (Serial TV) - Tehnician din laborator, Jim Crutcher (2 episoade)
- Emergency +4 (1975) (Serial TV) - Voci secundare (12 episoade)
- Freedom Is (1976) (Film) - Voci secundare
- Dynomutt, Dog Wonder (1976-1977) (Serial TV) - Shaggy Rogers, Pisică-din-Mlaștină, Față-de-Pește, voci secundare (15 episoade)
- The Gumball Rally (1976) (Serial TV) - Radio D.J. (1 episod)
- The Scooby-Doo Show (1976-1978) (Serial TV) - Shaggy Rogers, voci secundare (40 episoade)
- The  Robonic Stooges (1976) (Serial TV) - Om de știință atlant (1 episod)
- The Hardy Boys/Nancy Drew Mysteries (1977) (Serial TV) - Paul Hamilton (2 episoade)
- What's New Mr. Magoo (1977-1978) (Serial TV) - Waldo, voci secundare (10 episoade)
- Laff-A-Lympics (1977-1979) (Serial TV) - Shaggy Rogers, Mr. Creeply (24 episoade)
- The All-New Super Friends Hour (1977-1978) (Serial TV) - Robin/Dick Grayson, Computer, Vizitator, Boris, Domnul Thompson, Ofițer #1, Ghid turistic (15 episoade)
- Captain Caveman and the Teen Angels (1977-1980) (Serial TV) - Dr. Watts, Căpitanul Moody (40 episoade)
- Jana of the Jungle (1978) (Serial TV) - Voci secundare (13 episoade)
- Yogi's Space Race (1978) (Serial TV) - Anunțător (7 episoade)
- Scooby-Doo and His Friends (1978) (album audio) - Shaggy Rogers, Polițist, Domnul Franklin
- Challenge of the Super Friends (1978-1979) (Serial TV) - Robin/Dick Grayson, Computer JLA, Soldat din Colorado (16 episoade)
- Battle of the Planets (1978-1985) (Serial TV) - Mark (85 episoade)
- Exciting Christmas Stories with Scooby-Doo and Friends (1978) (album audio) - Shaggy Rogers
- The World's Greatest Super Friends (1979-1980) (Serial TV) - Robin/Dick Grayson, Acolit, Gardian (8 episoade)
- The Flintstones Meet Rockula and Frankenstone (1979) (Film) - Monty Marble
- Scooby-Doo și Scrappy-Doo (prima serie) (1979-1980) (Serial TV) - Shaggy Rogers, Om cu pizza, Diving Judge (16 episoade)
- Scooby-Doo merge la Hollywood (1979) (Film) - Shaggy Rogers
- Super Friends: A Dangerous Fate and the Legacy of Super Powers (1980-1982) (Serial TV) - Robin/Dick Grayson (42 episoade)
- Scooby-Doo și Scrappy-Doo (a doua serie) (1980-1982) (Serial TV) - Shaggy Rogers, Smith (33 episoade)
- Întoarcerea Regelui (1980) (Film) - Meriadoc Brandybuck
- Space Stars (1981) (Serial TV) - Anunțător (5 episoade)
- Pac Preview Party (1982) (Film) - Shaggy Rogers
- Super Friends: The Lost Episodes (1983-1984) (Serial TV) - Robin/Dick Grayson (8 episodes)
- Noile mistere cu Scooby-Doo (1983-1984) (Serial TV) - Shaggy Rogers, Domnul Rogers, Doamna Rogers, Bunicul Rogers (26 episoade)
- Transformers (1984-1987) (Serial TV) - Cliffjumper, Teleraan 1, Bluestreak, Dr. Archeville (60 episoade)
- Super Friends: The Legendary Super Powers Show (1984-1985) (Serial TV) - Robin/Dick Grayson, Maestrul oglinzilor (16 episoade)
- Cele 13 fantome ale lui Scooby-Doo (1985) (Serial TV) - Shaggy Rogers (13 episoade)
- The Super Friends Team: Galactic Guardians (1985-1986) (Serial TV) - Robin/Dick Grayson (10 episoade)
- The Transformers: The Movie (1986) (Film) - Cliffjumper
- Scooby-Doo îi cunoaște pe frații Boo (1987) (Film) - Shaggy Rogers
- Scooby-Doo și Școala de Monștri (1988) (Film) - Shaggy Rogers, Monstru din oglindă
- Scooby-Doo și Vârcolacul Potrivnic (1988) (Film) - Shaggy Rogers
- Un cățel numit Scooby-Doo (1988-1991) (Serial TV) - Shaggy Rogers, Samuel Rogers (27 episoade)
- A Yabba-Dabba-Doo Celebration: 50 Years Hanna-Barbera (1989) (TV Special) - Shaggy Rogers, Robin
- The Funtastic World of Hanna-Barbera (1990) (TV Special) - Shaggy Rogers
- Micii poznași (1992) (Serial TV) - Flakey Flakems (1 episod)
- 2 Stupid Dogs (1993) (Serial TV) - Bill Barker (1 episod)
- Captain Planet and the Planeteers (1994) (Serial TV) - Lexo Starbuck (1 episod)
- Scooby-Doo în Nopțile Arabe (1994) (Film) - Shaggy Rogers
- Scooby-Doo Mystery (1995) (Joc video) - Shaggy Rogers
- Johnny Bravo (1997) (Serial TV) - Shaggy Rogers (1 episod)
- James Dean: Race with Destiny (1998) (Film) - Bill Romano
- 100% (1999) (Serial TV) - El însuși (1 episod)
- Histeria! (2000) (Serial TV) - Calgary Kasem (1 episod)
- Rugrats in Paris: The Movie (2000) (Film) - D.J. de la nuntă
- The Comedy Team of Pete and James (2001) (Serial TV) - El însuși (1 episod)
- The 1st 13th Annual Fancy Anvil Award Show Program Special ... Live! ... Stereo (2002) (TV Special) - Shaggy Rogers
- Ce e nou, Scooby-Doo? (2002-2006) (Serial TV) - Shaggy Rogers, Virtual Shaggy Rogers (42 episoade)
- Sabrina the Teenage Witch (2002) (Serial TV) - Shaggy Rogers (1 episod)
- Scooby-Doo și Legenda Vampirului (2003) (Film) - Shaggy Rogers
- Looney Tunes: Back in Action (2003) (Film) - Shaggy Rogers
- Teamo Supremo (2003) (Serial TV) - D.J. Despicabil (1 episod)
- 50 Greatest TV Animals (2003) (TV Special) - Shaggy Rogers
- Scooby-Doo și Monstrul din Mexic (2003) (Film) - Shaggy Rogers
- Scooby-Doo și Monstrul din Loch Ness (2004) (Film) - Shaggy Rogers
- Aloha, Scooby-Doo! (2005) (Film) - Shaggy Rogers
- Scooby-Doo în Unde E Mumia Mea (2005) (Film) - Shaggy Rogers
- Scooby-Doo și Pirații, Ahoy! (2006) (Film) - Shaggy Rogers
- Shaggy și Scooby-Doo fac echipă (2006-2008) (Serial TV) - Albert Shaggleford (22 episoade)
- Răcorește-te, Scooby-Doo! (2007) (Film) - Shaggy Rogers
- Scooby-Doo și Regele Spiridușilor (2008) (Film) - Shaggy Rogers
- Scooby-Doo și Sabia Samuraiului (2009) (Film) - Shaggy Rogers
- Scooby-Doo's Yum Yum Go! (2009) (Joc pe calculator) - Shaggy Rogers
- Peter Kay's Animated All Star Band: The Official BBC Children in Need Medley (2009) (TV Special) - Shaggy Rogers (ultima sa apariție ca vocea lui Shaggy)
- Quantum Quest: A Cassini Space Odyssey (2010) (Film) - El însuși
- Scooby-Doo! Echipa misterelor (2010-2013) (Serial TV) - Colton Rogers (5 episoade)

## Dedicații în memoria sa
- Jambareeqi Reviews (2014) (Serial TV) (1 episod)
- Edicion Especial Coleccionista (2014) (Serial TV) (1 episod)
- Fii tare, Scooby-Doo (2015) (Serial TV) (Episodul „All Paws on Deck” cu nava „S.S. Casey” ca tribut)